# Бирюков, Владимир Георгиевич
Владимир Георгиевич Бирюков (17 февраля 1928, село Акутиха, Россия — 27 января 2023, Москва, Россия) — советский государственный и партийный деятель.

## Биография
Родился 17 февраля 1928 года на Алтае в посёлке Акутиха в семье рабочего стекольного завода. Член КПСС с 1954 года.
Окончил Томский электромеханический институт инженеров железнодорожного транспорта, энергетический факультет (1951).
В 1951—1991 годах:
- декабрь 1951 — ноябрь 1954 — мастер теплового цеха, дежурный инженер тепловой электроцентрали, заместитель секретаря комитета ВЛКСМ, с февраля 1953 года комсорг ЦК ВЛКСМ Улан-Удэнского паровозо-вагоноремонтного завода,
- 1954—1955 — мастер ТЭЦ, затем старший мастер котельного цеха ТЭЦ ПВЗ,
- 1955—1960 — заместитель секретаря парткома ПВЗ,
- август 1960 — май 1961 — секретарь Улан-Удэнского горкома КПСС,
- май 1961 — февраль 1963 — заместитель Председателя Совета Министров Бурятской АССР
- февраль 1963 — январь 1970 —  первый секретарь Улан-Удэнского горкома КПСС
- январь 1970 — сентябрь 1978 — секретарь Бурятского обкома КПСС
- сентябрь 1978 — январь 1984 — второй секретарь Бурятского обкома КПСС
- 1984—1991 — ответственный контролёр, заведующий секретариатом Комитета партийного контроля при ЦК КПСС, заведующий общим отделом Центральной контрольной комиссии КПСС.

Избирался депутатом Верховного Совета РСФСР 10-го созыва.
Последние годы жил в Москве. Скончался 27 января 2023 года.
Автор книг:
- С народом и страной... [Текст] / В. Г. Бирюков. - Москва : Новый индекс, 2010. - 238, [1] с., [8] л. факс., фот. : ил., портр. ; 22 см. - 200 экз.. - ISBN 978-5-94268-024-4
- Бурятия на пороге XXI века [Текст] / В. Г. Бирюков, С. В. Бирюков. - Улан-Удэ : Республиканская типография, 2002. - 148 с. : фото, табл., [4] л. фот. цв. ; 21 см. - Библиогр.: с. 147. - 1500 экз.
- Страницы истории. Друзья и встречи [Текст] / В. Г. Бирюков. - Москва : [Новый индекс], 2007. - 390, [1] с. : [8] вкл. л. фот. цв. ; 22 см. - Библиография: с. 388-389. - 1000 экз.. - ISBN 978-5-94268-024-4